# Station Leucate-La Franqui
Station Leucate-La Franqui is een spoorwegstation in de Franse gemeente Leucate.